# A tenger hercegnői
A tenger hercegnői vagy Tengerhercegnők (eredeti cím: Sea Princesses) 2008-ban indult ausztrál–brazil–portugál televíziós 2D-s számítógépes animációs sorozat, amelynek alkotója Fabio Yabu volt. A forgatókönyvet Kevin Nemeth írta, az animációs sorozatot Craig Handley rendezte, a producere Noel Price volt. Ausztráliában és Latin-Amerikában a Discovery Kids vetítette, Magyarországon a Minimax sugározta. Az Kiwi TV ismételte az 1. évadot és a 2. évadot is műsorára tűzte.

## Ismertető
A főszereplő két bájos hős, a nevük Ester és Polvina. Van egy bájos barátnőjük, akinek neve Tubarina. Hárman együtt ők a vízi világ lakói. Ebben világban sok feladattal kell megküzdeniük, amelyek nem mindennapi feladatok.

## Szereplők
- Polvina (Lamboni Anna) – A polipok hercegnője, békés, nyugalmas és szégyenlős. Szeret nagyon sokat rajzolni és olvasni.
- Tubarina – A cápák hercegnője, Lechery világának a legerősebb emberei közül az egyiknek a lánya.
- Ester – A csillaghalak hercegnője, nagyon kíváncsi és imád dokumentumokról olvasni.
- Bia – A mélységek hercegnője, a bőre nagyon sápadt a kevés fény miatt. Van egy angolnája, akinek neve: Slipperyt.
- Electra – Az angolnák és az elektromossági vállalatok hercegnője, a partnerei szerint a személyisége nagyon hiperaktív és felvillanyozódó. Birtokol egy lámpát a koronájában, ami meggyullad, amikor meglepődik.
- Tata – A teknősbékák hercegnője, a koronája nagyon kemény, amely védősisakként szolgál neki.
- Isa – A pingvinek hercegnője, nagyon kedves és udvarias.
- Leia – A bálnák hercegnője, imád az állatbarátaival órákon át egyetemben úszni.
- Lia – A haloroszlánok hercegnője, bár a haloroszlánok általában szégyenlősek. Nem támogatja, hogy sokat a házában legyenek, és ez idő alatt általában elmegy játszani.
- Vivi – A medúzák hercegnője, nagyon boldog és a legnagyobb énekessé kell válnia.
- Soraia – A manták hercegnője, a személyisége barátságos és életerős. Szeret a mantákkal úszni, akik közül a legcsinosabbakat a világ halainak nevezi.
- Juli – A halbohócok egyik ikerhercegnője, általában nagyon boldog.
- Jessie – A halbohócok másik ikerhercegnője, kissé rosszkedvű az ikerpárjához képest.
- Marli – A kardhalak hercegnője, a személyisége nagyon különböző a többiekétől.

## Epizódok

### 1. évad
1. Elveszett bálna (Lost)
2. A gyöngy (The Pearl)
3. A fiú (The Boy)
4. Aranypingvinek (The Golden Penguis)
5. A királyi bál (The Royal Ball)
6. A legnagyobb hal (The Biggest Fish)
7. A napló (The Diary)
8. A játék (The Toy)
9. Az eltűnt korona (The Missing Crown)
10. A bébiszitterek (The Babystitters)
11. Visszatérés (The Return)
12. Az együtt alvás (Homeless)
13. A szörny (The Monster)
14. A puli (The Party)
15. A szobor (Art)
16. A kép (The Picture)
17. Az új kedvenc (The New Pet)
18. Lámpaláz (Strage Fright)
19. A vita (The Argument)
20. A csend (The Silence)
21. A kifogás (The Excuse)
22. A verseny (The Race)
23. A mentés (The Rescue)
24. Ki kicsoda (Who's Who)
25. Osztozkodás (Sharing)
26. Tubarina a mindenható (Tubarina Almighty)
27. A csikis polip (The Ticklish Octopus)
28. A hullúcsillag (Shooting Star)
29. A trükk (The Trick)
30. A nagy játék (The Big Game)
31. Több a soknál (One Too Many)
32. A pörölycápák (The Hammerheads)
33. Nagy testvér (Big Brother)
34. Az elveszett királyság (The Lost Kingdom)
35. Az ajándék (The Gift)
36. Első szerelem (The Crush)
37. A fejfedő (The Head Hop)
38. Az áfonya rejtély (The Dingleberry Mystery)
39. Az átalakítás (The Makeover)
40. A baba (The Doll)
41. Legjobb barátok (Best Friends)
42. Az új tanár (The New Teacher)
43. A nagy hideg (The Big Chill)
44. Súlyos probléma (A Weighty Problem)
45. A bátor teknős (The Brave Turtle)
46. A kihívás (The Dare)
47. A nagy menekülés (The Great Escape)
48. A karnevál (The Carnival)
49. Az eltűnt hercegnő (The Missing Princess)
50. Szünethatalom (Lunch Power)
51. Az angyalhal (The Angel Fish)
52. Ester félelme (Ester's Fear)

### 2. évad
1. A kerítők (The Matchmakers)
2. Az új hercegnő (The New Princess)
3. Táncoló hercegnők (The Dancing Princess)
4. Rossz rezgések (Bad Vibrations)
5. Pletykák (Rumours)
6. Bandák csatája (Battle of the Bands)
7. Az elveszett nagymama (The Runaway Grandmother)
8. A rossz herceg (The Bad Princess)
9. A beteg delfin (The Sick Dolphin)
10. A méret a lényeg (Size Matters)